# Hoboken–33rd Street (PATH)
Hoboken–33rd Street er en jernbanestrækning drevet af PATH. Linjen har farven blå på PATH's linjekort og togene på denne linje har et blåt markørlys. Linjen kører mellem Hoboken og 33rd Street i Midtown Manhattan. Linjen kører kun fra 6.00 til 23.00 på hverdage. På andre tidspunkter er linjen erstattet af Journal Square-33rd Street (via Hoboken).

## Stationer
| Station            | Køredage                | Overgange | Tilgængelighed              |
| ------------------ | ----------------------- | --------- | --------------------------- |
| New Jersey         |                         |           |                             |
| Hoboken            | 6.00 til 23.00 hverdage | HOB–WTC   | Handicapped/disabled access |
| Manhattan          |                         |           |                             |
| Christopher Street | 6.00 til 23.00 hverdage | JSQ–33    |                             |
| 9th Street         | 6.00 til 23.00 hverdage | JSQ–33    |                             |
| 14th Street        | 6.00 til 23.00 hverdage | JSQ–33    |                             |
| 23rd Street        | 6.00 til 23.00 hverdage | JSQ–33    |                             |
| 33rd Street        | 6.00 til 23.00 hverdage | JSQ–33    | Handicapped/disabled access |